# She's Got Nothing On (But the Radio)
"She's Got Nothing On (But the Radio)" é um single do duo sueco de pop Roxette, sendo o  primeiro single lançado de seu oitavo álbum Charm School. O videoclipe foi dirigido por Mats Udd. 

## Faixas
- Digital download/CD Single [1]

1. "She's Got Nothing On (But The Radio)" – 3:36
2. "Wish I Could Fly" (Live St. Petersburg) – 4:51

## Desempenho nas paradas musicais
| Parada musical (2011)                                     | Melhor posição |
| --------------------------------------------------------- | -------------- |
| Áustria - Ö3 Austria Top 40                               | 9              |
| Hungria - MAHASZ                                          | 15             |
| Bélgica - Ultratop                                        | 34             |
| Alemanha - Media Control Charts                           | 10             |
| Suíça - Schweizer Hitparade                               | 19             |
| Estados Unidos - Billboard/ Hot Adult Contemporary Tracks | 30             |